# António Silveira de Ávila
António Silveira de Ávila (Calheta, ilha de São Jorge, Açores — 1781) foi Capitão-mor da Calheta, ilha de São Jorge, produtor Agrícola em terras próprias e militar do exército português na arma de infantaria.

## Biografia
Mandou construir anexa à sua casa, na Ribeira Seca, a ermida dedicada a Nossa Senhora dos Milagres, construída em 1781.
Prestou serviço no exército português, no Regimento de Guarnição nº 1, aquartelado na Fortaleza de São João Baptista, no Monte Brasil, junto à cidade de Angra do Heroísmo.
Foi Capitão-mor da Calheta, ilha de São Jorge, cargo que ostentou por largos anos, até 1815, e que herdou seu pai João Silveira de Ávila que fora Capitão-mor da localidade do Topo, actual Vila do Topo, ilha de são Jorge e que actualmente está incluída no concelho da Calheta da mesma ilha.
Era descendente da antiga aristocracia, proveniente  dos primeiros povoadores da ilha de São Jorge, e um grande detentor de terras na ilha de São Jorge, mais especificamente na localidade da Calheta onde produzia vários tipos de cereais para abastecimento da população local e para exportar para o continente português.

## Relações familiares
Foi filho de João Silveira de Ávila e de D. Bárbara Pereira Neta. Casou com D. Catarina Machado de Azevedo, filha de João Machado Pereira e de D. Isabel De Azevedo, de quem teve:
1. Miguel António da Silveira e Sousa, casou em São Tiago com vila do Topo com D. Maria Josefa da Silveira e Cunha.
2. Cosme da Silveira (Vila do Topo, Ilha de São Jorge, Açores, 1721 — Rio Pardo, Rio Grande do Sul, Brasil, 14 de Fevereiro de 1799) casou com D. Rita Josefa da Silveira. Partiu em 1725 na frota de João de Magalhães e instalou-se nas cercanias do actual município de Viamão onde foi um dos povoadores.
3. Francisco Machado de Ávila.
4. João Pereira Machado.